# Model wzrostu Solowa
Model wzrostu Solowa (także model Solowa-Swana) – prosty makroekonomiczny egzogeniczny model wzrostu, posługujący się funkcją produkcji uzależniającą wielkość produkcji od ilości zużywanych czynników produkcji (pracy, kapitału i stanu technologii). Wykorzystywaną funkcją może być np. funkcja Cobba-Douglasa lub funkcja produkcji CES.
Według założeń modelu Roberta Solowa i Trevora Swana coraz większa ilość kapitału, jaka przypada na pojedynczego pracownika, wywołuje coraz mniejszy przyrost przypadającej na niego porcji produkcji. Funkcję tę możemy zapisać następująco:
{\displaystyle y=A\cdot f(k),}
gdzie:
{\displaystyle y} – wielkość produkcji na zatrudnionego pracownika,
{\displaystyle A} – stała wartość, która oznacza wzrost produkcyjności pracy jaki został spowodowany zmianami technologii,
{\displaystyle k} – kapitał rzeczowy przypadający na pojedynczego zatrudnionego.
Funkcja {\displaystyle f,} opisująca wielkość produkcji, powinna mieć dodatnią pierwszą pochodną i ujemną drugą pochodną, by odzwierciedlić dodatni produkt krańcowy kapitału i malejące przychody z kapitału. Z powyższego wzoru wynika, że na zmianę wielkości produkcji mają wpływ kapitał i postęp techniczny. Przy założeniu stałości nakładów kapitałowych, wzrost produkcji następuje w wyniku zmian technologicznych. Ponieważ funkcja {\displaystyle f} rośnie wraz ze wzrostem {\displaystyle k,} mamy dodatnią zależność pomiędzy produktem a kapitałem na jednego zatrudnionego.
Solow poszukuje takiej ilości kapitału przypadającego na jednego zatrudnionego, w której gospodarka osiąga stan równowagi. Praca i kapitał będą rosły w tym samym stopniu, co spowoduje stabilny wzrost gospodarczy i ograniczy efekty prawa malejących przychodów.

## Uogólnienie
Powyższy wzór zakłada stałość funkcji produkcji w czasie. Możemy go zmodyfikować poprzez uzależnienie zmian technologicznych od czasu. Przyjmijmy:
{\displaystyle y=A(t)\cdot f(k),}
gdzie {\displaystyle A} jest funkcją rosnącą.
Wprowadzenie tej zależności spowoduje, że zwiększenie kapitału na jednego zatrudnionego będzie w większym stopniu wpływało na wzrost produkcji w przyszłości. Zakładając postęp w technologii, możemy się spodziewać, że kolejne stany zrównoważonego wzrostu będą się charakteryzować coraz większym {\displaystyle k,} co spowoduje wzrost wydajności.